# Krușnîkî, Malîn
Krușnîkî (în ucraineană Крушники) este un sat în comuna Șevcenkove din raionul Malîn, regiunea Jîtomîr, Ucraina.

## Demografie
Componența lingvistică a localității Krușnîkî
     Ucraineană (97,32%)
     Rusă (1,79%)
     Alte limbi (0,89%)
Conform recensământului din 2001, majoritatea populației localității Krușnîkî era vorbitoare de ucraineană (97,32%), existând în minoritate și vorbitori de rusă (1,79%).